# Residu sòlid urbà

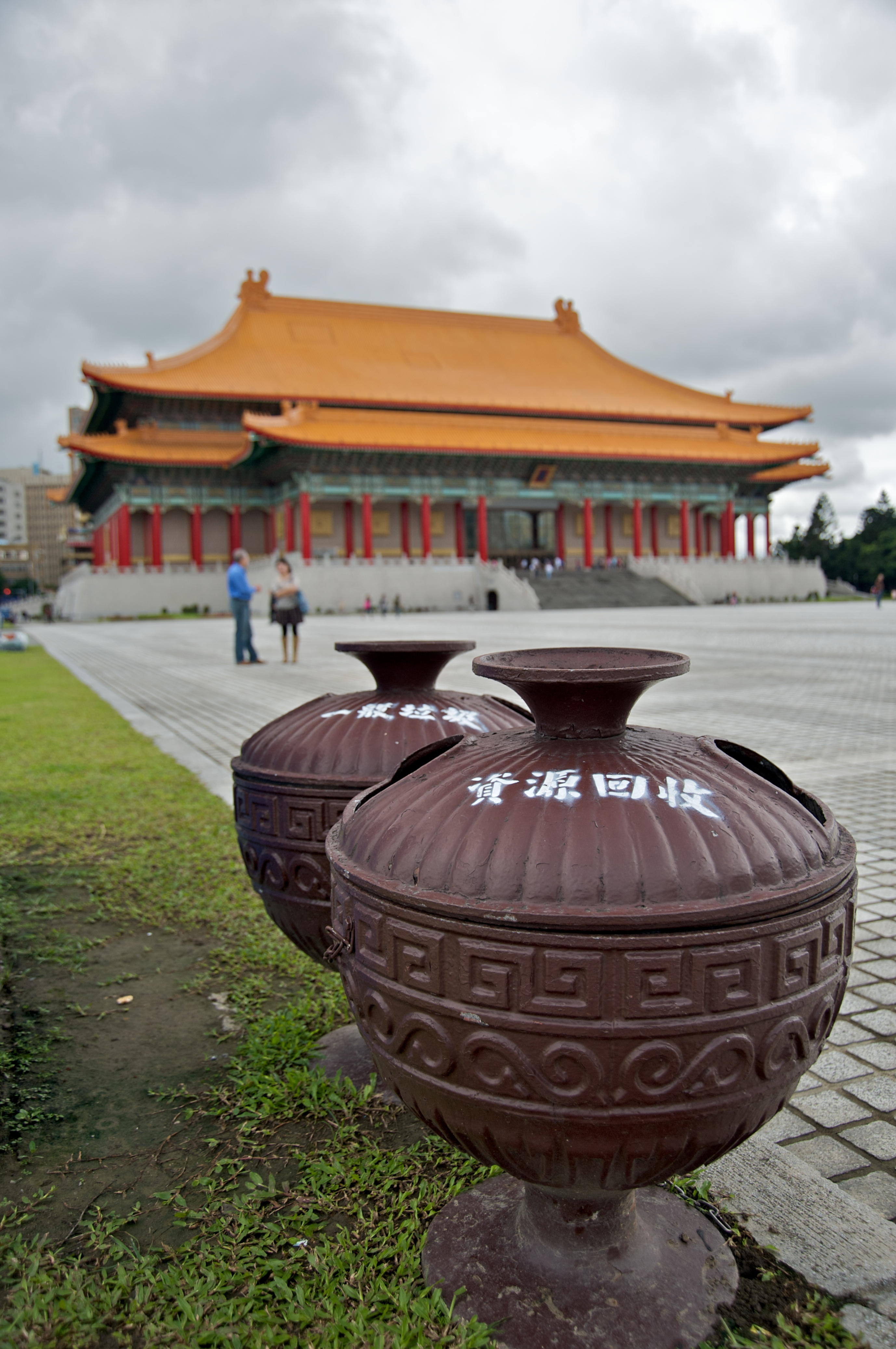
Artístics contenidors per a dipositar residus sòlids urbans a un teatre de Taipei, Taiwan

Els residus sòlids urbans (R.S.U.) és un concepte per anomenar aquells residus sòlids que es generen als nuclis urbans i les seves zones d'influència a diferència dels residus sòlids rurals (R.S.R.).
Els domicilis particulars (cases, apartaments, etc.), les oficines i les botigues són alguns dels productors de residus sòlids urbans.
En els sistemes naturals, el cicle de la matèria no té cap residu i tot forma part d'un cicle en moviment, però en les zones urbanitzades es generen nombroses substàncies i residus que presenten nombrosos inconvenients d'emmagatzematge i eliminació, problema al qual s'afegeixen els residus industrials.
El residu sòlid urbà no pot ser eliminat o recuperat naturalment, degut al lloc on es genera i a la seva composició (amb alta incidència de materials no orgànics). Els residus sòlids urbans es poden considerar també com no perillosos i reutilitzables o com a perillosos.
A grans trets, la producció de residus i la seva composició són funció de la població, el nivell de vida, el grau de desenvolupament econòmic, els hàbits de consum associats a un determinat nivell de renda, els mètodes d'acondicionament dels productes, l'època de l'any, el moviment de la població durant el període de vacances i d'altres.

## Classificació
- Residus domiciliaris : es presenten en dimensions gestionables i generalment en recipients més o menys normalitzats (bosses, contenidors, etc.)
- Residus voluminosos : són materials difícils de recollir i transportar. Aquest és el cas de mobles, matalassos, electrdomèstics, etc.
- Residus comercials : per exemple, embalatges, residus orgànics de mercats, etc.
- Residus sanitaris : derivats d'hospitals, clíniques, laboratoris d'anàlisis i establiments similars. Aquests residus es caracteritzen també per la presència de gèrmens patògens i restes de medicaments.
- Residus de construccions i enderrocs.
- Residus industrials